# Dreamtime (Boulder)

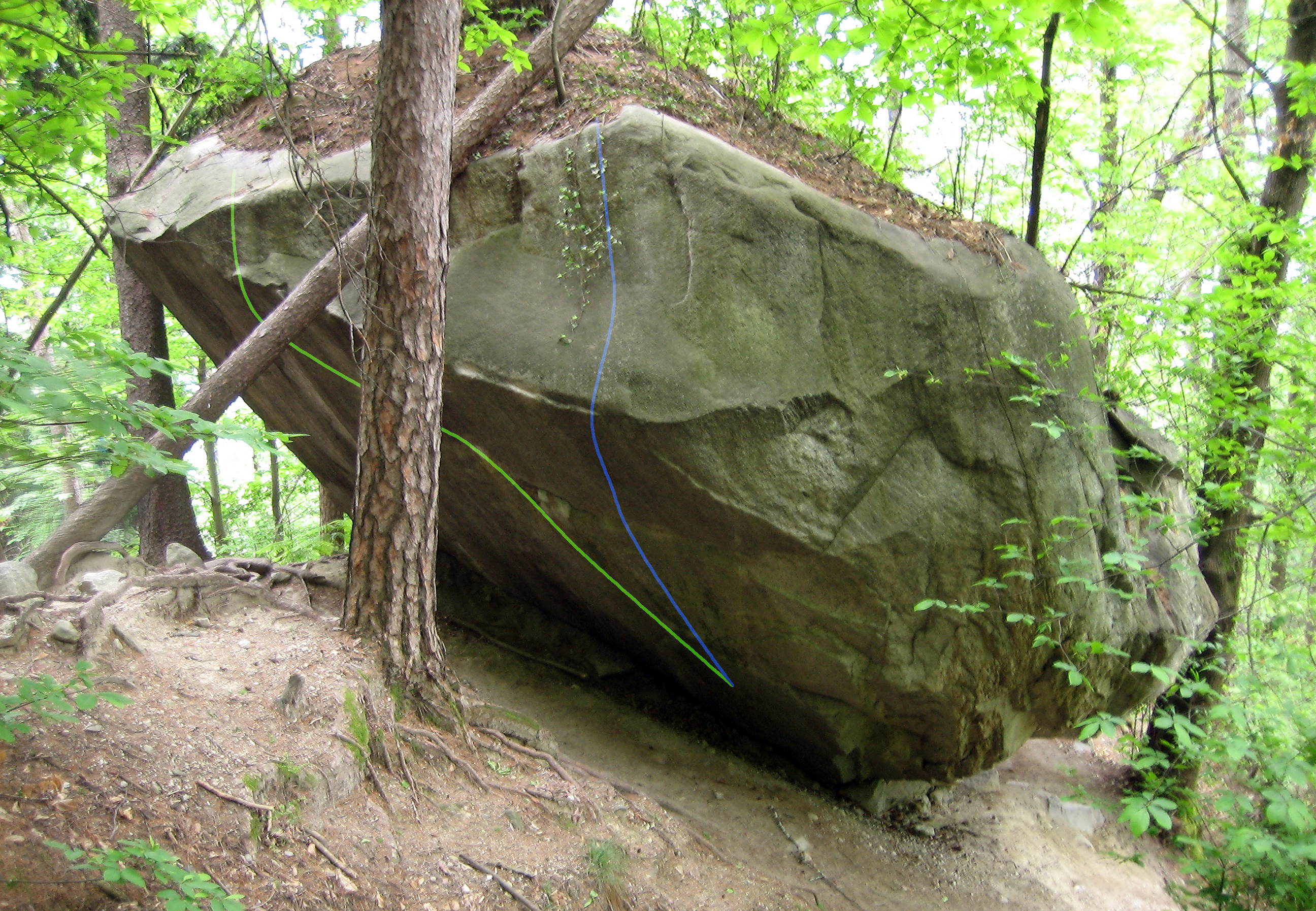
Dreamtime boulder (grüne Linie)

Dreamtime ist ein Boulder in Cresciano, in der Tessiner Gemeinde Riviera (Schweiz). Er wurde am 28. Oktober 2000 von Fred Nicole erstbegangen und mit dem Schwierigkeitsgrad 8c auf der Fontainebleau-Skala bewertet. Es war weltweit das erste Mal, dass ein Boulder mit diesem Schwierigkeitsgrad bewertet wurde.
Der 20 Züge lange Boulder verläuft durch einen etwa 45 Grad überhängenden Überhang eines Felsblocks, erst als Traverse von rechts nach links, dann steigt er etwa in der Mitte der Wand  nach oben aus. Schlüsselzug ist ein Sprung an die Kante am oberen Ende des Überhangs. Zusätzlich existiert eine leichtere Stehstart-Variante im Schwierigkeitsgrad 8a/8a+, die direkt am Schlüsselzug beginnt.

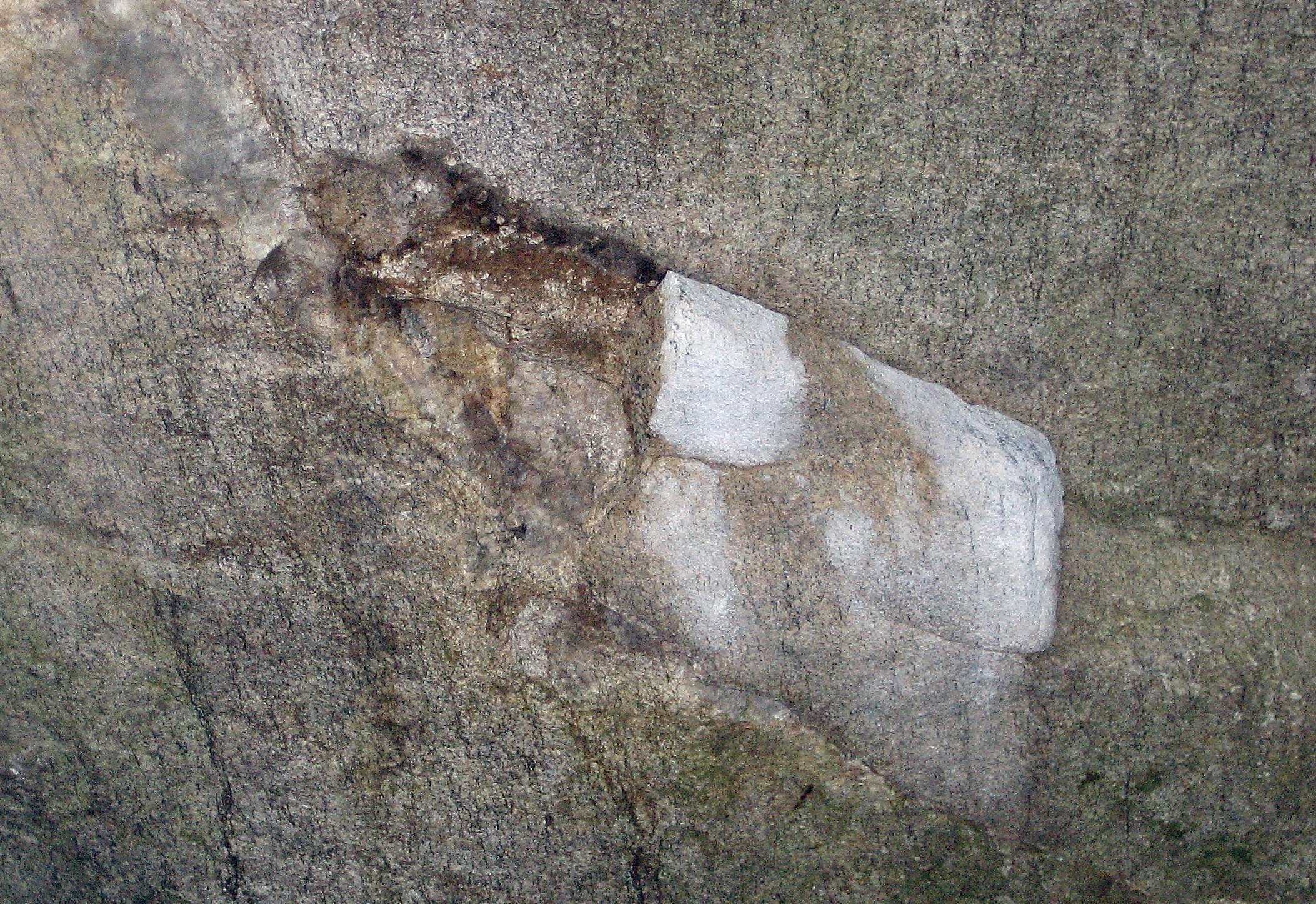
Ausgebrochener Griff

Im Jahr 2004 wurden die Griffe des Boulders verändert und dadurch „der originale Boulder zerstört“. Malcom Smith wertete Dreamtime folgend mit 8b+, dies wurde u. a. von Nalle Hukkataival 2005 und Adam Ondra 2008 bestätigt. Im Herbst 2009 brach ein Griff aus und veränderte den Boulder erneut. Die Erstbegehung des Stehstarts gelang Nalle Hukkataival im Dezember 2009, er bewertete Dreamtime erneut mit 8c. Wenige Tage später wurde die Linie von Adam Ondra geklettert, der die Schwierigkeit weiterhin mit 8b+ angab. Die Bewertung wurde bei Wiederholungen durch Jan Hojer 2013, der Dreamtime zur schwierigsten 8b+ seiner Kletterkarriere erklärte, durch Fabian Buhl 2013, Giuliano Cameroni 2015 und Jimmy Webb 2018 mit 8c bestätigt. Jakob Schubert wertete 2018 mit 8b+. Der Schwierigkeitsgrad wird „meist mit 8b+/8c“ angegeben.
Im November 2024 kletterte Michaela Kiersch als erste Frau den Boulder.

## Begehungen (Auswahl)
- 2000 Fred Nicole (Erstbegehung)
- 2001 Bernd Zangerl[13]
- 2002 Dave Graham[14]
- 2002 Chris Sharma[15]
- 2003 Cristian Core[16]
- 2003 Thomas Willenberg[17]
- 2004 Malcom Smith[3]
- 2004 James Litz[4]
- 2004 Christoph Cepus[4]
- 2004 Lionel Lamberlin[4]
- 2004 Dai Koyamada[4]
- 2005 Nalle Hukkataival[18]
- 2006 Martin Cermak[4]
- 2006 Tyler Landman[4]
- 2007 Daniel Woods[4]
- 2007 Jon Cardwell[4]
- 2008 Kilian Fischhuber[19]
- 2008 Adam Ondra
- 2009 Nalle Hukkataival
- 2009 Adam Ondra
- 2013 Jan Hojer
- 2013 Fabian Buhl
- 2015 Giuliano Cameroni
- 2018 Jimmy Webb
- 2018 Jakob Schubert
- 2018 David Firnenburg[20]
- 2019 Jernej Kruder[21]
- 2019 Vadim Timonov[22]
- 2020 Kim Marschner[22]
- 2020 Alexander Megos[22]
- 2020 Yannick Flohé[22]
- 2023 Benjamin Blaser[22]
- 2024 Michaela Kiersch (erste Frauenbegehung)[12]